# Ivanova kula
Ivanova kula odnosno Grad je arheološko nalazište u Medovu Docu, općina Lovreć.

## Opis dobra
Arheološko nalazište Grad (Ivanova kula) nalazi se S od zaseoka Matkovića i Vrdoljaka u Medovu Docu. Riječ je o višeslojnom nalazištu koji ima 2 faze razvoja. Na istaknutom obronku nalazi se prapovijesna gradina smještena na dominantnom strateškom položaju, na 556 m nadmorske visine. Zaravnjeni kameniti plato gradine, četvrtasta tlocrta zauzima oko 3000 m2. Branjen je bedemom koji ga okružuju sa sjeverne, istočne i južne strane. Širina sačuvanog suhozidnog bedema je 1,5 – 3 m a visina 0,5 – 2 m. Na sjeverozapadnom kutu se ističe prapovijesna gomila na kojoj su vidljivi otvoreni kasnosrednjovjekovni grobovi koji predstavljaju 2 fazu razvoja nalazišta. Gomila je visoka 2 m i promjera oko 10 m. Platou se pristupalo s juga, kroz otvor na sredini bedema. Datirana je od 2000. pr. Kr. do 1500. godine. Gradinu je moguće datirati u brončano i željezno doba.

## Zaštita
Pod oznakom Z-6891 zavedeno je kao nepokretno kulturno dobro – pojedinačno, pravna statusa zaštićena kulturnog dobra, klasificirano kao "arheološka baština".